# 사랑의 파도
《사랑의 파도》(영어: Sea of Love)는 미국에서 제작된 해럴드 베커 감독의 1989년 네오누아르 스릴러 영화이다. 알 파치노, 엘런 바킨, 존 굿맨 등이 출연하였고, 마틴 브레그먼 등이 제작에 참여하였다.
1985년 《혁명》이 흥행과 평론 양면에서 실패하면서 4년간 경력이 정체기에 머물러있던 알 파치노는 이 영화가 흥행에 성공하면서 다시 반등하였다.

## 줄거리
알코올 의존증인 뉴욕 강력계 형사 프랭크는 세 남성이 "Sea of Love" 축음기 음반이 돌아가는 가운데 알몸 상태로 침대에 엎어진 채 총에 맞아 살해 당한 연쇄 살인 사건 수사를 맡는다. 이들은 신문에 운율을 맞춘 글귀를 삽입한 애인 구인 광고를 냈다는 공통점이 있다.
용의자 지문을 확보한 프랭크는 묘안을 하나 낸다. 바로 피해자들처럼 운율을 살린 문구를 포함한 애인 찾기 광고를 신문에 싣고 이에 응하는 여성들을 직접 만나는 것이다. 이후 프랭크는 애인 후보를 찾는 독신 남성인 척 용의자인 여성들과 식당에서 만남을 갖고, 공조 중인 셔먼 형사는 종업원을 가장하여 상대 여성들 지문이 묻은 유리잔을 증거물 가방에 담는다.
그러나 이혼을 했으며 고급 구두 가게 매니저 일을 하는 헬렌은 프랭크를 퇴짜 놓으면서 음료를 마시지 않고 그냥 가버리고, 그 바람에 지문을 얻지 못한다.
프랭크는 우연히 한 가게에서 헬렌과 다시 마주쳐 대화를 나누고, 이번엔 헬렌이 프랭크에게 호감을 느낀다. 프랭크는 정체를 숨기고 헬렌과 만나던 중 헬렌의 핸드백에서 권총을 발견하는데...

## 출연
- 알 파치노 - 프랭크 켈러 형사 역
- 엘런 바킨 - 헬렌 크루거 역
- 존 굿맨 - 셔먼 투히 형사 역
- 마이클 루커 - 테리 크루거 역
- 윌리엄 히키 - 프랭크 켈러 시니어 역
- 리처드 젱킨스 - 그루버 형사 역
- 존 스펜서 - 롱고 경위 역
- 마이클 오닐 - 레이먼드 브라운 역
- 폴 칼데론 - 세러피노 역
- 크리스틴 에스터브룩 - 지나 갤러거 역
- 루이스 앤토니오 라모스 - 오마 말더나도 역
- 로레인 브라코 - 데니즈, 프랭크의 전 아내 역
- 새뮤얼 L. 잭슨 - 흑인 역

## 기타 제작진
- 협력 제작: 마이클 스콧 브레그먼
- 배역: 메리 커훈
- 미술: 존 제이 무어
- 의상: 베치 콕스